# 1795 Woltjer
1795 Woltjer este un asteroid din centura principală, descoperit pe 24 septembrie 1960, de PLS.